# Sant Esteve de Sisquer
Sant Esteve de Sisquer és una església del municipi de Guixers, a la comarca del Solsonès. És un monument protegit com a Bé Cultural d'Interès Local

## Situació
L'església és la parroquial del nucli de Sisquer, entitat de població de Guixers. S'hi accedeix per la carretera asfaltada i ben senyalitzada que surt al km. 20,8 (42° 7′ 6.96″ N, 1° 41′ 47.66″ E / 42.1186000°N,1.6965722°E) de la carretera de Berga a Sant Llorenç de Morunys, a la dreta. Fins a Sisquer hi ha 3,8 km.

## Descripció

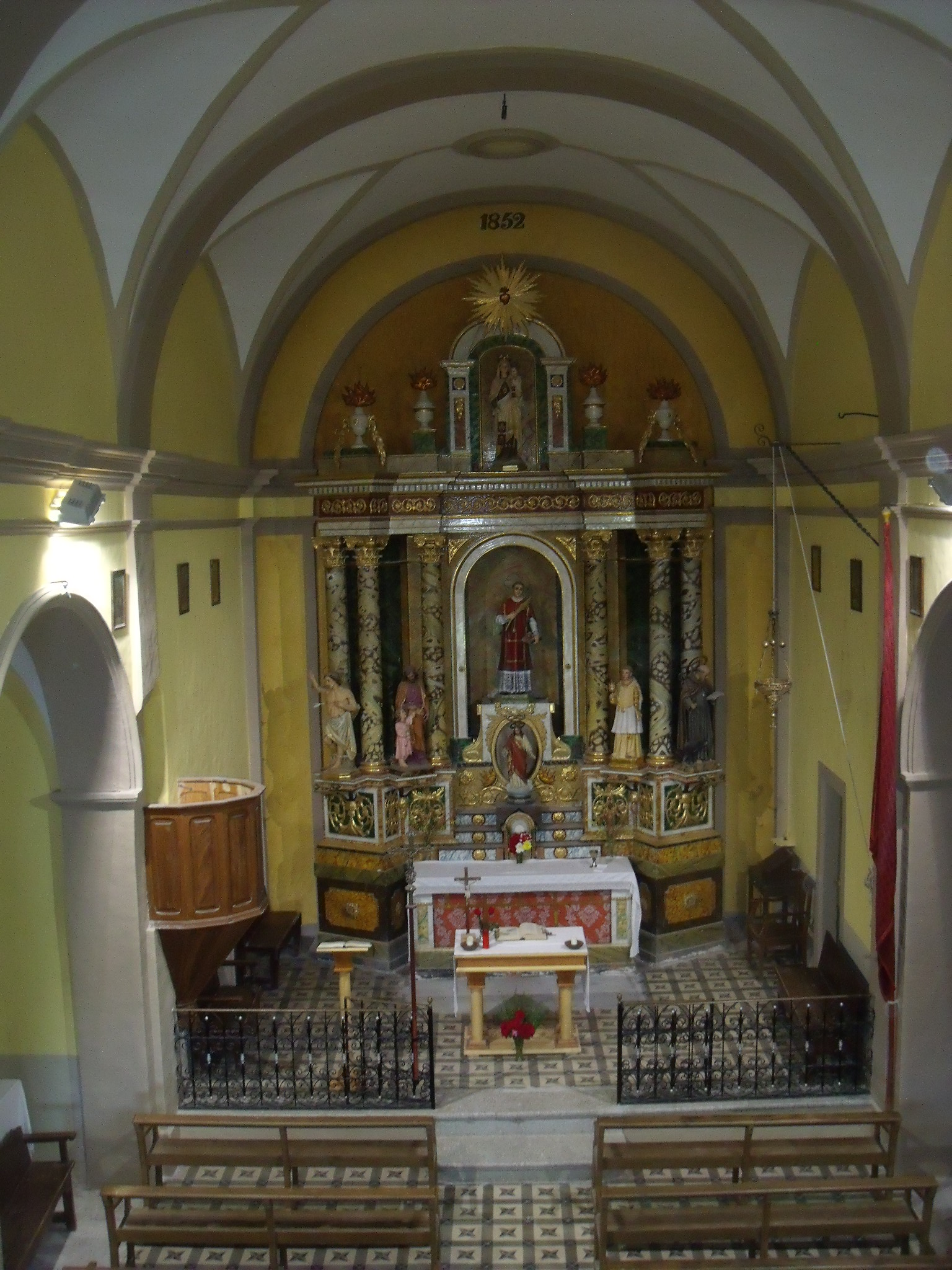
Interior del temple

Aquest terme parroquial compren el territori més septentrional del municipi de Guixers, entre l'Aigua de Llinars, per la banda de llevant i el riu de Valls, per ponent. L'església, dedicada a Sant Esteve, junt amb alguna casa, està poc més o menys a la carena. L'església potser conserva algun tros de paret de l'època romànica, però com que ha estat en un lloc on hi ha hagut vida religiosa i altres exigències, s'hagué de reconstruir dins del segle xvii, i el seu estil és d'un barroc rural. Està situada en un promontori. El teulat és de doble vessant. El campanar és quadrat, amb quatre obertures de mig punt adovellades i coberta a quatre vessants. Hi ha una llinda amb data 1797. Adossada hi ha la rectoria amb una data de 1716 i, al costat est, el cementiri. S'hi conservava un retaule amb pintures de bona qualitat però fou robat, i la policia el trobà desmuntat. Se'n conserven unes peces, que es poden veure al Museu de Sant Llorenç de Morunys.

## Notícies històriques
Situada dins l'antic terme del Castell de Sisquer, fou una de les parròquies antigues de la vall de Lord, fins que no fa gaire perdé la titularitat a causa del despoblament. Des de molt aviat depengué del monestir de Sant Llorenç de Morunys. Apareix citada per primer cop entre el 872 i 878, quan el Comte Guifré i el bisbe Galderic establiren parròquies a la vall de Lord. És possible però que sigui anterior. Per la documentació sabem el govern de la parròquia entre el 872 -878 i 947. Aquests papers es van redactar per portar-los al concili d'Elna, a fi que servís de prova contra pretensions del Comte Sunifred, que usurpava els drets episcopals de parròquies de la vall de Lord. Apareix al segle X-XI a l'apòcrifa acta de la Seu d'Urgell. Figura el 1040, a l'acta de consagració de Sant Serni de Tavèrnoles com a possessió de Sant Llorenç de Morunys. El 1083 apareix al testament de Ramon Folc I de Cardona, quan la deixa a la seva muller i nebot, ja que la tenia en feu.